# سیارک ۱۵۵۴۳
سیارک ۱۵۵۴۳ (به انگلیسی: 15543 Elizateel، نامگذاری:2000DD96) پانزده هزار و پانصد و چهل و سومین سیارک کشف شده‌است که در ۲۹ فوریه ۲۰۰۰ کشف شد.
قدر مطلق سیارک برابر ۱۴.۱ است.